# Tillandsia nolleriana
Tillandsia nolleriana är en gräsväxtart som beskrevs av Renate Ehlers och Werner Rauh. Tillandsia nolleriana ingår i släktet Tillandsia och familjen Bromeliaceae. Inga underarter finns listade i Catalogue of Life.